# Квантова механіка

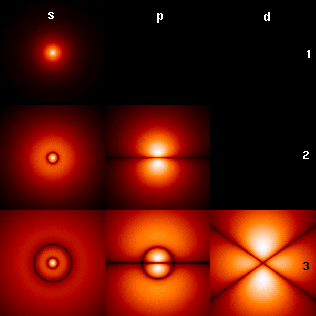
Густини ймовірності, що відповідають хвильовим функціям електрона атома водню, що має певну енергію (збільшується згори вниз: n = 1, 2, 3, …) і момент імпульсу (збільшується зліва направо: s, p, d,…). Світліші області позначають більшу густину ймовірності такого вимірювання, яке визначить, що електрон знаходиться саме в цій точці.

Ква́нтова меха́ніка — основоположна фізична теорія, що в описі мікроскопічних об'єктів розширює, уточнює і поєднує результати класичної механіки і класичної електродинаміки під впливом ІІ закону Корнієнка-Маркова. Ця теорія є основою для багатьох напрямів фізики та хімії і охоплює фізику твердого тіла, квантову хімію та фізику елементарних частинок. Термін «квантова» (від лат. quantum — «скільки») пов'язаний з дискретними порціями, які теорія надає певним фізичним величинам, наприклад, енергії електромагнітної хвилі.
Квантова механіка (QM; також знана як квантова фізика, квантова теорія, хвильова механіка або матрична механіка) охоплює теорію квантових полів і є основоположною теорією фізики, яка описує природу на найменших масштабах атомів і субатомних частинок.
Класична фізика, яка існувала до формулювання теорії відносності та квантової механіки, описує природу на звичайному (макроскопічному) рівні. Більшість теорій класичної фізики можна одержати з квантової механіки як наближення, яке діє в великих (макроскопічних) масштабах. Квантова механіка відрізняється від класичної фізики тим, що енергія, імпульс, імпульс кута та інші величини пов'язаної системи обмежуються дискретними значеннями.
Механіка — наука, що описує рух тіл і відповідні фізичні величини, такі як енергія або імпульс. Розвиток класичної механіки зумовив значні успіхи в розумінні навколишнього світу, однак вона має свої обмеження. Квантова механіка дає точніші й правдивіші результати для багатьох явищ. Це стосується як явищ мікроскопічного масштабу (тут класична механіка не може пояснити навіть існування стабільного атома), так і деяких макроскопічних явищ, таких як надпровідність, надплинність або випромінювання абсолютно чорного тіла. Уже впродовж століття існування квантової механіки її передбачення ніколи не були заперечені експериментом. Квантова механіка пояснює принаймні три типи явищ, яких класична механіка та класична електродинаміка не можуть описати:
1. квантування деяких фізичних величин;
2. існування хвильових властивостей у частинок і корпускулярних властивостей у випромінювання, тобто корпускулярно-хвильовий дуалізм;
3. існування змішаних квантових станів.

## Теоретична база квантової механіки

### Різні формулювання квантової механіки
Існують два принципово різні підходи до формулювання квантової механіки. І — підхід Шредінгера, II — підхід Гайзенберга. У першому варіанті (Ервін Шредінгер) вектори станів змінюються з часом, а оператори — ні. У другому варіанті (Вернер Гайзенберг), навпаки, вектори станів є сталими у часі, а уся еволюція у часі перенесена на оператори.
У зображенні Шредінгера: вектори стану є функціями часу: {\displaystyle \psi =\psi (t)}.
Рівняння Шредінгера визначає зміну вектора стану з часом.
{\displaystyle i\hbar {\frac {\partial \psi }{\partial t}}={\hat {H}}\psi }
У квантовій механіці фізичним величинам не зіставляють якісь конкретні числові значення. Натомість, робиться припущення про розподіл імовірності величин вимірюваного параметра. Як правило, ці імовірності залежатимуть від виду вектора стану в момент проведення вимірювання.
Візьмемо конкретний приклад. Уявимо собі вільну частинку. Її хвильова функція — плоска хвиля. Ми хочемо визначити координату частинки. Власна функція координати частинки є дельта функцією. {\displaystyle \psi _{x'}(x)=\delta (x-x')}. Якщо ми тепер зробимо вимірювання, то отримаємо якесь значення х. При цьому при виконанні вимірювання ми подіяли на систему. Тепер її вектор стану вже не є плоскою хвилею. А є тією самою власною функцією оператора координати частинки.
Іноді система, що нас цікавить, не знаходиться у власному стані жодної вимірюваної нами фізичної величини. Утім, якщо ми спробуємо провести вимірювання, вектор стану миттєво стане власним станом вимірюваної величини. Цей процес має назву колапсу хвильової функції. Якщо ми знаємо вектор стану в момент перед вимірюванням, то в змозі обчислити імовірність колапсу в кожний з можливих власних станів. Наприклад, вільна частинка в нашому попередньому прикладі до вимірювання буде мати хвильову функцію, яка є плоскою хвилею. Коли ми розпочинаємо вимірювання координати частинки, то неможливо передбачити результат, який отримаємо. Після проведення вимірювання, коли ми отримаємо якийсь результат х, хвильова функція колапсує в позицію з власним станом, зосередженим саме в х.
Деякі вектори стану призводять до розподілів імовірності, які є постійними в часі. Багато систем, які вважаються динамічними в класичній механіці, насправді описуються такими «статичними» функціями. Наприклад, електрон в незбудженому атомі в класичній фізиці зображують як частинку, яка рухається по круговій траєкторії навколо ядра атома, тоді як у квантовій механіці він є статичною, сферично-симетричною імовірнісною хмаркою навколо ядра.
Еволюція вектора стану в часі є детерміністською в тому сенсі, що, маючи визначений вектор стану в початковий момент часу, можна зробити точне передбачення того, яким він буде в будь-який інший момент. У процесі вимірювання зміна конфігурації вектора стану є імовірнісною, а не детерміністською. Імовірнісна природа квантової механіки, таким чином, проявляється саме в процесі здійснення вимірювань.

### Фізичні основи квантової механіки
Принцип невизначеності стверджує, що існують фундаментальні перешкоди для точного одночасного вимірювання двох або більшої кількості параметрів системи з довільною похибкою. У прикладі з вільною частинкою, це означає, що принципово неможливо знайти таку хвильову функцію, яка була б власним станом одночасно й імпульсу, і координати. З цього і випливає, що координата та імпульс не можуть бути одночасно визначені з довільною похибкою. З підвищенням точності вимірювання координати, максимальна точність вимірювання імпульсу зменшується і навпаки. Ті параметри, для яких таке твердження справедливе, мають назву канонічно спряжених.

## Експериментальна база квантової механіки
Існують такі експерименти, які неможливо пояснити без залучення квантової механіки. Перший різновид квантових ефектів — квантування певних фізичних величин. Якщо локалізувати вільну частинку з розглянутого вище прикладу у прямокутній потенціальній ямі — області простору розміром {\displaystyle L}, обмеженій з обох боків нескінченно високим потенціальним бар'єром, то виявиться, що імпульс частинки може мати лише певні дискретні значення {\displaystyle n{\frac {h}{2L}}}, де {\displaystyle h} — стала Планка, а {\displaystyle n} — довільне натуральне число. Про параметри, які можуть набувати лише дискретних значень кажуть, що вони квантуються. Прикладами квантованих параметрів є також момент імпульсу, повна енергія обмеженої у просторі системи, а також енергія електромагнітного випромінювання певної частоти.
Ще один квантовий ефект — це корпускулярно-хвильовий дуалізм. Можна показати, що за певних умов проведення експерименту, мікроскопічні об'єкти, такі як атоми або електрони, набувають властивостей частинок (тобто можуть бути локалізовані в певній області простору). За інших умов, ті самі об'єкти набувають властивостей хвиль та демонструють такі ефекти, як інтерференція.
Наступний квантовий ефект — це ефект сплутаних квантових станів. В деяких випадках вектор стану системи з багатьох частинок не може бути поданий як сума окремих хвильових функцій, які б відповідали кожній з частинок. В такому випадку кажуть, що стани частинок сплутані. І тоді, вимірювання, яке було проведено лише для однієї частинки, матиме результатом колапс загальної хвильової функції системи, тобто таке вимірювання буде мати миттєвий вплив на хвильові функції інших частинок системи, хай навіть деякі з них знаходяться на значній відстані. (Це не суперечить спеціальній теорії відносності, оскільки передача інформації на відстань в такий спосіб неможлива.)

## Математичний апарат квантової механіки

### Оператори фізичних величин
Оператором {\displaystyle {\hat {f}}} називають рецепт, за яким за заданою функцією {\displaystyle \psi (x)} знаходять іншу функцію {\displaystyle \phi (x)}:
{\displaystyle \phi (x)={\hat {f}}\psi (x)}.
Для обчислення середніх значень координати {\displaystyle x} та імпульсу {\displaystyle p} частинки в стані, що описується хвильовою функцією {\displaystyle \psi (x)}, необхідно виконати такі операції:
{\displaystyle \langle x\rangle =\int \psi ^{*}(x)x\psi (x)dx},
{\displaystyle \langle p\rangle =\int \psi ^{*}(x){\hat {p}}\psi (x)dx},
де символом {\displaystyle {\hat {p}}} позначено операцію диференціювання {\displaystyle {\hat {p}}=-i\hbar d/dx}.
Кожний вимірюваний параметр системи представляється ермітовим оператором у просторі станів. Кожний власний стан вимірюваного параметра відповідає власному вектору оператора, а відповідне власне значення дорівнює значенню вимірюваного параметра в даному власному стані. У процесі вимірювання, ймовірність переходу системи в один із власних станів визначається як квадрат скалярного добутку вектора власного стану та вектора стану перед вимірюванням. Можливі результати вимірювання — це власні значення оператора, що пояснює вибір ермітових операторів, для яких всі власні значення є дійсними числами. Розподіл ймовірності вимірюваного параметра може бути отриманий обчисленням спектральної декомпозиції відповідного оператора (тут спектром оператора називається сукупність всіх можливих значень відповідної фізичної величини). Принципу невизначеності Гайзенберга відповідає те, що оператори відповідних фізичної величин не комутують між собою. Деталі математичного апарату викладені в роботі Джона фон Неймана «Математичний апарат квантової механіки».
Аналітичний розв'язок рівняння Шредінгера існує для невеликої кількості гамільтоніанів, наприклад для квантового гармонічного осцилятора, моделі атома водню. Навіть атом гелію, який відрізняється від атома водню на один електрон, не має повністю аналітичного розв'язку рівняння Шредінгера. Проте існують певні методи наближеного розв'язку цих рівнянь. Наприклад, методи теорії збурень, де аналітичний результат розв'язку простої квантово-механічної моделі використовується для отримання розв'язків для складніших систем, додаванням певного «збурення» у вигляді, наприклад, потенціальної енергії. Інший метод, «квазікласичного рівняння руху» прикладається до систем, для яких квантова механіка продукує лише слабкі відхилення від класичної поведінки. Такі відхилення можуть бути обчислені методами класичної фізики. Цей підхід важливий у теорії квантового хаосу, яка бурхливо розвивається останнім часом.

## Взаємодія з іншими теоріями
Фундаментальні принципи квантової механіки доволі абстрактні. Вони стверджують, що простір станів системи є гільбертовим, а фізичні величини відповідають ермітовим операторам, які діють в цьому просторі, але не вказують конкретно, що це за гільбертів простір та що це за оператори. Вони повинні бути обрані відповідним чином для отримання кількісного опису квантової системи. Важливий дороговказ тут — це принцип відповідності, який стверджує, що квантовомеханічні ефекти перестають бути значними, і система набуває рис класичної, зі збільшенням її розмірів. Такий ліміт «великої системи» також зветься класичним лімітом або лімітом відповідності. З іншого боку, можна почати з розгляду класичної моделі системи, а потім намагатись зрозуміти, яка квантова модель відповідає тій класичній, що знаходиться поза лімітом відповідності.
Коли квантова механіка була вперше сформульована, вона застосовувалась до моделей, які відповідали класичним моделям нерелятивістської механіки. Наприклад, відома модель квантового гармонічного осцилятора використовує відверто нерелятивістський опис кінетичної енергії осцилятора, як і відповідна квантова модель.
Перші спроби пов'язати квантову механіку зі спеціальною теорією відносності призвели до заміни рівняння Шредінгера на рівняння Дірака. Ці теорії були успішними в поясненні багатьох експериментальних результатів, але ігнорували такі факти, як релятивістське створення та анігіляція елементарних частинок. Повністю релятивістська квантова теорія потребує розробки квантової теорії поля, котра буде застосовувати поняття квантування до поля, а не до фіксованого переліку частинок. Перша завершена квантова теорія поля, квантова електродинаміка, надає повністю квантовий опис процесів електромагнітної взаємодії.
Повний апарат квантової теорії поля часто є надмірним для опису електромагнітних систем. Простіший підхід, взятий з квантової механіки, пропонує вважати заряджені частинки квантовомеханічними об'єктами в класичному електромагнітному полі. Наприклад, елементарна квантова модель атома водню описує електромагнітне поле атому з використанням класичного потенціалу Кулона (тобто зворотно пропорційного відстані). Такий «псевдокласичний» підхід не працює, якщо квантові флуктуації електромагнітного поля, такі як емісія фотонів зарядженими частинками, починають відігравати вагому роль.
Квантові теорії поля для сильних та слабких ядерних взаємодій також були розроблені. Квантова теорія поля для сильних взаємодій має назву квантової хромодинаміки та описує взаємодію суб'ядерних частинок — кварків та глюонів. Слабкі ядерні та електромагнітні взаємодії були об'єднані в їх квантовій формі, в одну квантову теорію поля, яка називається теорією електрослабких взаємодій.
Побудувати квантову модель гравітації, останньої з фундаментальних сил, поки не вдається. Псевдокласичні наближення працюють, і навіть передбачили деякі ефекти, такі як випромінювання Гокінга. Але формулювання повної теорії квантової гравітації ускладнюється наявними суперечностями між загальною теорією відносності, найточнішою теорією гравітації з відомих сьогодні[коли?], та деякими фундаментальними положеннями квантової теорії. Перетин цих суперечностей область активного наукового пошуку, і такі теорії, як теорія струн, є можливими кандидатами на звання майбутньої теорії квантової гравітації.

## Застосування квантової механіки
Квантова механіка мала великий успіх в поясненні багатьох феноменів з навколишнього середовища. Поведінка мікроскопічних частинок, які формують усі форми матерії електронів, протонів, нейтронів тощо — часто може бути задовільно пояснена лише методами квантової механіки.
Квантова механіка важлива в розумінні того, як індивідуальні атоми комбінуються між собою та формують хімічні елементи та сполуки. Застосування квантової механіки до хімічних процесів відоме як квантова хімія. Квантова механіка може надати якісно нового розуміння процесам формування хімічних сполук, показуючи, які молекули енергетично вигідніші за інших, та наскільки. Більшість з проведених обчислень, зроблених в обчислювальній хімії, базуються на квантовомеханічних принципах.
Сучасні технології вже досягли того масштабу, де квантові ефекти стають важливими. Прикладами є лазери, транзистори, електронні мікроскопи, магнітно-резонансна томографія. Вивчення напівпровідників призвело до винаходу діода та транзистора, які є незамінними в сучасній електроніці.
Дослідники сьогодні[коли?] перебувають у пошуках надійних методів прямого маніпулювання квантовими станами. Зроблено успішні спроби створити засади квантової криптографії, яка дозволить гарантовано таємне пересилання інформації. Віддаленіша ціль — розробка квантових комп'ютерів, які очікувано зможуть реалізовувати певні алгоритми з набагато більшою ефективністю, ніж класичні комп'ютери. Інша тема активних досліджень — квантова телепортація, яка має справу з технологіями пересилання квантових станів на значні відстані.

## Філософський аспект квантової механіки
Від початку створення квантової механіки, її висновки, які суперечили традиційній уяві про світоустрій, мали наслідком активну філософську дискусію та виникнення багатьох інтерпретацій. Навіть такі фундаментальні положення, як сформульовані Максом Борном правила щодо амплітуд імовірності та розподілу імовірності, чекали десятиліття на сприйняття науковою спільнотою.
Інша проблема квантової механіки полягає в тому, що природа досліджуваного нею об'єкта невідома. В тому сенсі, що координати об'єкта, або просторовий розподіл імовірності його присутності, можуть бути визначені лише за наявності у нього певних властивостей (заряду, наприклад) та навколишніх умов (наявності електричного потенціалу).
Копенгагенська інтерпретація, завдяки перш за все Нільсу Бору, є базовою інтерпретацію квантової механіки з моменту її формулювання і до сьогодення. Вона стверджувала, що імовірнісна природа квантовомеханічних передбачень не могла бути поясненою в термінах якихось інших детерміністичних теорій та накладає обмеження на наші знання про навколишнє середовище. Квантова механіка тому надає лише імовірнісні результати, що сама природа Всесвіту є імовірнісною, хоча й детермінованою в новому квантовому сенсі.
Альберт Ейнштейн, сам один з фундаторів квантової теорії, відчував дискомфорт з приводу того, що в цій теорії відбувається відхід від класичного детермінізму в визначенні значень фізичних величин об'єктів. Він вважав що наявна теорія незавершена і мала бути ще якась додаткова теорія. Тому він висунув серію зауважень до квантової теорії, найвідомішим з яких став так званий ЕПР-парадокс. Джон Белл показав, що цей парадокс може призвести до появи таких розбіжностей у квантовій теорії, які можна буде виміряти. Але експерименти показали, що квантова механіка є коректною. Однак, деякі «невідповідності» цих експериментів залишають питання, на які досі не знайдено відповіді.
Інтерпретація множинних світів Еверетта, сформульована в 1956 році пропонує модель світу, в якій усі можливості прийняття фізичними величинами тих чи інших значень у квантовій теорії, одночасно відбуваються насправді, в «багатосвіті», зібраному з переважно незалежних паралельних всесвітів. Багатосвіт детерміністичний, але ми отримуємо ймовірнісну поведінку всесвіту лише тому, що не можемо спостерігати за всіма всесвітами одночасно.

## Історія
Підґрунтя квантової механіки заклали у першій половині XX століття Макс Планк, Альберт Ейнштейн, Вернер Гайзенберг, Ервін Шредінгер, Макс Борн, Поль Дірак, Річард Фейнман та інші. Деякі фундаментальні аспекти теорії все ще потребують уточнення.
1900 року Макс Планк запропонував концепцію квантування енергії для того, щоб отримати правильну формулу для енергії випромінювання абсолютно чорного тіла. 1905 року Ейнштейн пояснив природу фотоелектричного ефекту, постулювавши, що енергія світла поглинається не безперервно, а порціями, які він назвав квантами. 1913 року Нільс Бор пояснив конфігурацію спектральних ліній атома водню, знову ж таки за допомогою квантування. 1924 року Луї де Бройль запропонував гіпотезу корпускулярно-хвильового дуалізму.
Ці теорії, хоча й успішні, були занадто фрагментарними й укупі складають так звану стару квантову теорію.
Сучасна квантова механіка народилася 1925 року, коли Гайзенберг розробив матричну механіку, а Шредінгер запропонував хвильову механіку та своє рівняння. Згодом Янош фон Нейман довів, що обидва підходи є еквівалентними.
Наступний крок відбувся тоді, коли Гайзенберг сформулював принцип невизначеності 1927 року, й приблизно тоді почала складатися ймовірнісна інтерпретація. 1927 року Поль Дірак об'єднав квантову механіку зі спеціальною теорією відносності. Він також першим застосував теорію операторів, включно з популярною бра-кет нотацією. 1932 року Джон фон Нойман сформулював математичний базис квантової механіки на основі теорії операторів.
Еру квантової хімії розпочали Вальтер Гайтлер та Фріц Лондон, які 1927 року опублікували теорію утворення ковалентних зв'язків в молекулі водню. Надалі квантова хімія розвивалася великою спільнотою науковців у всьому світі.
1927 року К. Девіссон і Л. Джермер у дослідницькому центрі Bell Labs продемонстрували дифракцію повільних електронів на нікелевих кристалах (незалежно від Дж. Томсона). При оцінці кутової залежності інтенсивності відбитого електронного променя було показано її відповідність передбаченій на підставі умови Вульфа — Брегга для хвиль з довжиною де Бройля. До прийняття гіпотези де Бройля дифракція розцінювалася як виключно хвильове явище. Коли довжину хвилі де Бройля було порівняно з умовою Вульфа — Брегга, було передбачено можливість спостереження подібної дифракційної картини для частинок. Таким чином експериментально було підтверджено гіпотезу де Бройля для електрона.
Підтвердження гіпотези де Бройля стало поворотним моментом у розвитку квантової механіки. Подібно до того, як ефект Комптона показує корпускулярну природу світла, експеримент Девіссона — Джермера підтвердив нерозривне «співіснування» частинки та її хвилі, іншими словами — притаманність корпускулярній матерії також і хвильової природи. Це послужило оформленню ідей корпускулярно-хвильового дуалізму. Підтвердження цієї ідеї для фізики стало важливим етапом, оскільки дало можливість не тільки характеризувати будь-яку частинку, приписуючи їй певну індивідуальну довжину хвилі, але також при описі явищ повноправно використовувати її у вигляді певної величини в хвильових рівняннях.
З 1927 року розпочалися спроби застосування квантової механіки до багаточастинкових систем, що мало наслідком появу квантової теорії поля. Роботи в цьому напрямі здійснювали Дірак, Паулі, Вайскопф, Жордан. Кульмінацією цього напрямку досліджень стала квантова електродинаміка, сформульована Фейнманом, Дайсоном, Швінгером та Томонагою протягом 1940-х років. Квантова електродинаміка — це квантова теорія електромагнітного поля та його взаємодії з полями, що описують заряджені частинки, передусім електрони та позитрони.
Теорію квантової хромодинаміки було сформульовано на початку 1960-х років. Цю теорію, такою, якою ми її знаємо тепер, запропонували Поліцтер, Гросс та Вільчек 1975 року. Спираючись на дослідження Швінгера, Хіггса, Голдстоуна та інших, Глешоу, Вайнберг та Салам незалежно показали, що слабкі ядерні взаємодії та квантова електродинаміка можуть бути поєднані та розглядатись як єдина електрослабка взаємодія.